# Željeznička pruga Dalj – Vinkovci – Slavonski Brod

## Pruga Dalj-Vinkovci Slavonski Brod
- Početak izgradnje: 15. kolovoz 1878.
- Kraj izgradnje: za 80 dana, zbog izljevanja Save, bila je izvan prometa između Vrpolja i Ivankova do veljače 1879. Nakon toga je izgrađen most, koji je spojio Brod na Savi i Bosanski Brod.
- Duljina: 99,5 km

## Današnje stanje
Dio od Vinkovaca do Slavonskog Broda je danas dio X. paneuropskog koridora.

## Stanice i stajališta na trasi pruge
- Dalj
- Novi Dalj
- Trpinja
- Borovo-Trpinja
- Vukovar-Borovo Naselje
- Bršadin-Lipovača
- Bršadin
- Nuštar
- Vinkovci
- Ivankovo
- Vođinci
- Stari Mikanovci
- Strizivojna-Vrpolje
- Perkovci
- Andrijevci
- Staro Topolje
- Garčin
- Zadubravlje
- Donja Vrba
- Slavonski Brod

## Planovi za budućnost
- Uključivanje u gradski prsten Osijek-Vinkovci-Vukovar-Županja

## Poveznice
Članak o pruzi[neaktivna poveznica]